# Hörspielcrew
Die Hörspielcrew ist eine Hip-Hop-Gruppe aus Österreich.

## Geschichte
Die Crew traf sich im Jahr 2000 im Rahmen von Freestylesessions unter anderem in der „Cselley Mühle“ in Oslip. Als Hip-Hop-Band reiste sie auf Jams durch Österreich. Im Jahr 2004 wurde ihr Erstlingswerk Twist im Hause Schmalspur via Sumo Beats veröffentlicht. Neben zahlreichen Chart-Platzierungen wurden sie im selben Jahr für den Amadeus Austrian Music Award nominiert. Zwei Jahre später folgte das Nachfolgewerk Amokkoma.
Im Jahr 2006 belegten Hörspielcrew feat. Garish mit dem Song Vermögn den 3. Platz beim Protestsongcontest.

## Diskografie
- 2004: Twist im Hause Schmalspur (Sumo Beats)[1]
- 2006: Amokkoma (Sumo Beats)[1]
- 2009: Post (DuzzDownSan)[1]